# Lumbriclymene australis
Lumbriclymene australis är en ringmaskart som beskrevs av Wang och Wu 1988. Lumbriclymene australis ingår i släktet Lumbriclymene och familjen Maldanidae. Inga underarter finns listade i Catalogue of Life.